# Kościół św. Jana Vianneya w Goszczanowie
Kościół pw. św. Jana Vianney w Goszczanowie – katolicki kościół filialny znajdujący się w Goszczanowie (gmina Drezdenko).

## Historia
Neogotycki kościół powstał w drugiej połowie XIX wieku, na wzniesieniu górującym nad Stawem Goszczanowskim. Pierwotnie służył miejscowym ewangelikom, jako parafialny. W 1945 poświęcony, jako katolicki, parafialny, z filią w Lipkach Wielkich (potem sytuacja ta odwróciła się i obecnie to świątynia w Goszczanowie jest filią wielkolipeckiej).

## Otoczenie
Przy kościele, w sąsiedztwie współczesnego cmentarza parafialnego, znajdują się pozostałości cmentarza ewangelickiego w postaci nielicznych, prawie nieczytelnych nagrobków.

## Galeria

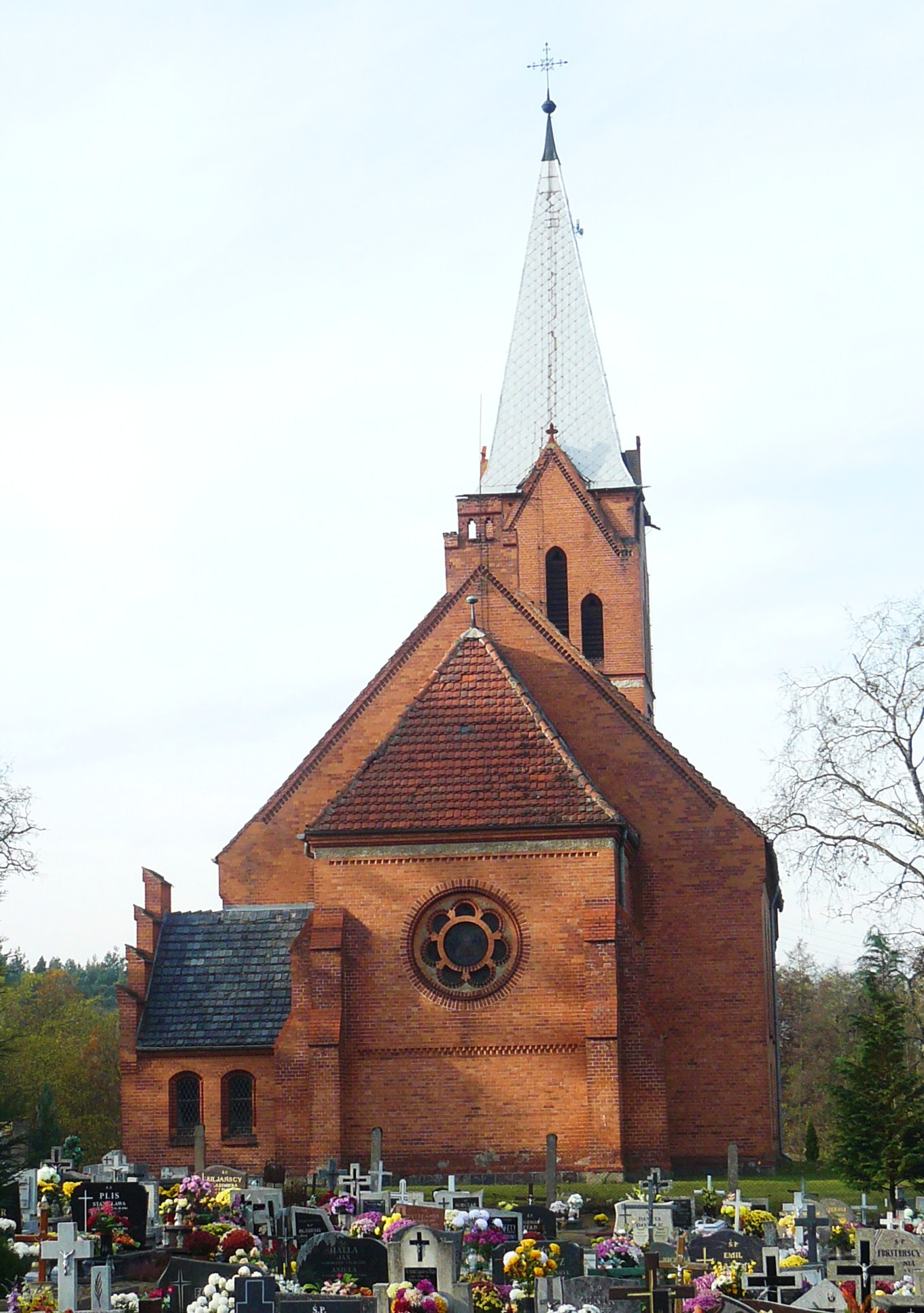
Prezbiterium
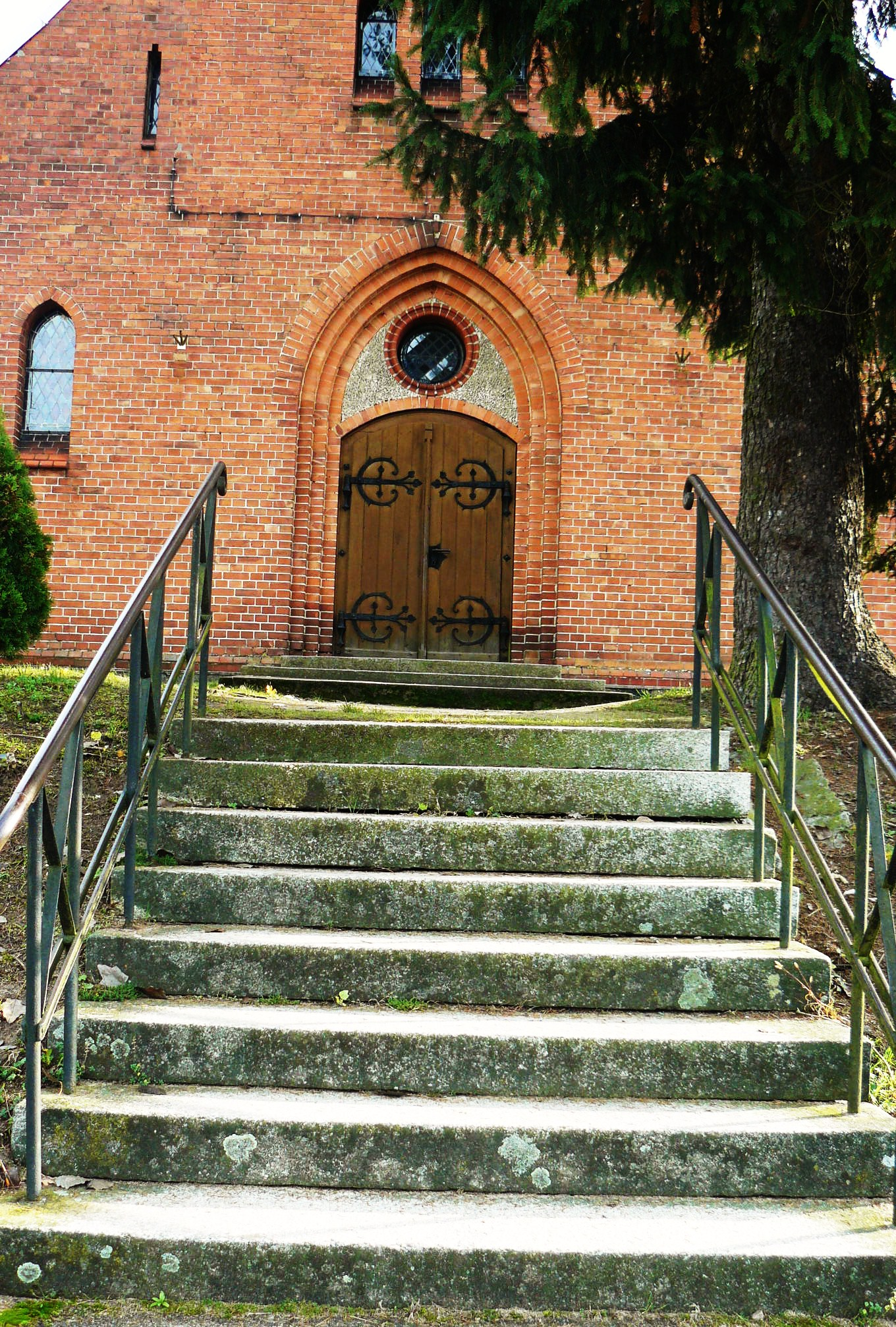
Portal
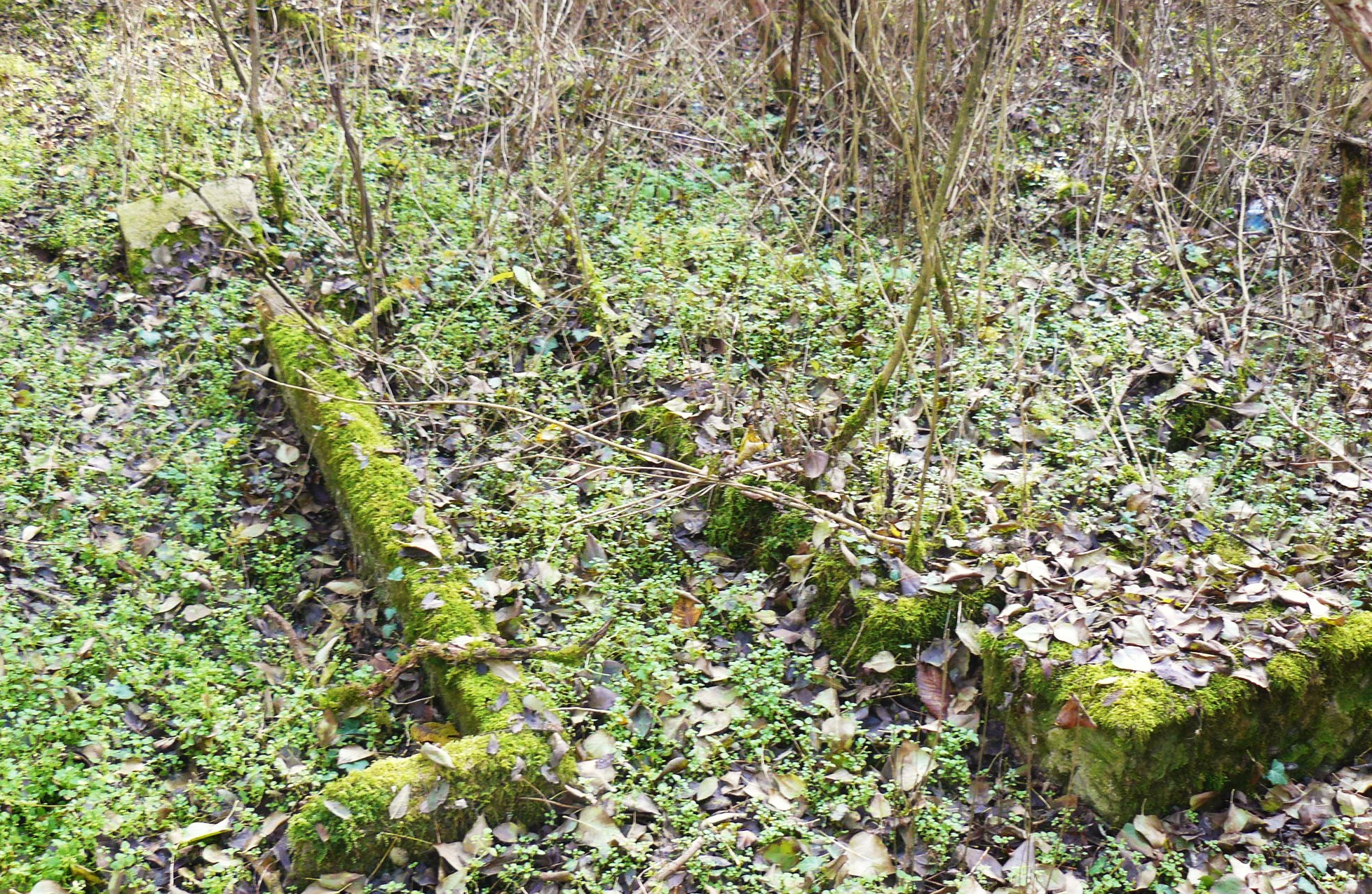
Cmentarz ewangelicki